# Europa FM
Europa FM és una emissora de ràdio musical d'Espanya, que pertany al grup Atresmedia. El seu eslògan és "el millor pop rock del 2000 fins avui". La seva combinació de radiofórmula musical amb els seus programes "Levántate y Cárdenas", "Ponte a prueba", "La noche es nuestra", "¿Me pones?", "Europa baila" i "Sesión chillout" l'han convertit en la tercera emissora musical més escoltada de l'estat amb 1.305.000 oients diaries.

## Història
Europa FM emet, durant la major part del dia una radiofórmula basada en els grans èxits d'artistes nacionals e internacionals dels 90 fins avui. Amb aquest propòsit inicia les seves emissions el Setembre de 2005, sota la direcció de Patricio Sánchez.
A la temporada 2008-2009 s'incorpora un nou programa que té la seva emissió de dilluns a divendres i de 9 a 11 de la nit: Euroclub, amb Xavi Martínez i Laura Trigo, un programa interactiu, en el qual es poden escoltar els grans èxits del moment i estar al corrent de l'actualitat musical. A més, es realitzen concursos en què es reparteixen meet & greets entre els oients o packs exclusius. El nombre d'oients és cada vegada més gran aquest any i el passat especialment ha experimentat un gran creixement i no només això, sinó que aquest programa aconsegueix pràcticament cada dia un trending topic espanyol i global a Twitter.
Altres programes rellevants d'Europa FM són Ponte a Prueba, amb Uri Sàbat, Daniela Blume, Agnès Tejada (Venus), Laura Manzanedo (LM) i Victor Cortés, en la franja nocturna d'11 de la nit a 1 de la matinada, i el matinal Levántate y Cárdenas, amb Javier Cárdenas i tot el seu equip, de 6 a 10 del matí. Les nits del cap de setmana s'emet Europa Balla presentat per Jonathan Castilla i Sessió Chillout.
Europa FM també està present en xarxes socials, amb prop de mig milió de seguidors a Facebook. A Twitter i Tuenti també té un extens nombre de seguidors, el que col·loca a Europa FM com capdavantera en l'àmbit de les xarxes socials. La seva pàgina web www.europafm.com és la web temàtica líder (la cadena temàtica més escoltada a internet, segons OJD), i l'últim EGM xifra en 1.200.000 seus usuaris únics.
A partir del 2016, Europa FM canvia el seu antic eslògan per El millor pop-rock del 2000 fins avui i els programes més trencadors.
Disposa d'emissió en català per a Catalunya i Andorra i, des del gener de 2017, també disposa d'emissió en valencià, conduïda per Javier Mendigacha. Entre 2017 i 2020 Europa FM Comunitat Valenciana emeté desconnexions en llengua pròpia entre les 16:00 hores i les 18:00 hores i, des del 2020 ho fa entre les 12:00 hores i les 14:00 hores.

## Equip
- Director: Virginia Vides Labarta
- Coordinadors i producció de la cadena: Fernando Alemán/Lluis Soler
- Coordinador d'esdeveniments promocionals: Lluís Soler

### Locutors
- Cristina García
- Rocío Santos
- Juan Sánchez
- Ricky García
- Juanma Romero
- Xavi Alfaro
- Roger Freedom
- Uri Farré
- Javier Merino
- Javier Mendigacha

### Mitjans de recepció
Europa FM pot ser sintonitzada a Espanya a través ones radiofòniques per mitjà d'una extensa xarxa d'emissores en freqüència modulada i també es pot escoltar a través de la TDT i la ràdio digital DAB pel múltiplex MF-II, a Internet, així com en aplicacions per smartphones.

## Emisores
- Catalunya:
- Barcelona: 94.9 FM
- Sant Pere de Ribes: 90.6 FM
- Girona: 106.8 FM
- Lleida: 102.7 FM
- Tarragona: 102.7 FM

- Andorra:
- Andorra la Vella: 89.5 FM

## Programes
- "Levántate y Cárdenas": Dilluns a Divendres de 6:00 a 10:00am.
- "Te la Vas a Ganar": Diumenges a Dijous d'10:00pm a 12:00am.
- "Insomnia": Dimarts a Divendres d'1:00am a 3:00am i Divendres d'11:00pm a 1:00am.
- "Levántate y Cárdenas finde": Caps de setmana de 7:00am a 9:00am.
- "Me pones": Caps de setmana de 9:00am a 2:00pm.
- "Europa baila": Dissabtes d'1:00am a 4:00am y de 11:00pm a 3:00am.
- "Sesión chill-out": Dissabtes d'4:00am a 6:00am i Diumenges de 3:00am a 6:00am.
- "Fórmula Europa FM": En directe dilluns a dijous de 10:00am a 10:00pm, divendres de 10:00am a 11:00pm, dissabtes de 2:00pm a 11:00pm i diumenges de 2:00pm a 10:00pm. Edicions sense interrupció aire en tots els altres horaris no esmentats anteriorment.